# Renault 5 E-Tech Electric
Renault 5 E-Tech Electric – elektryczny samochód osobowy klasy subkompaktowej produkowany pod francuską marką Renault od 2024 roku.

## Historia i opis modelu

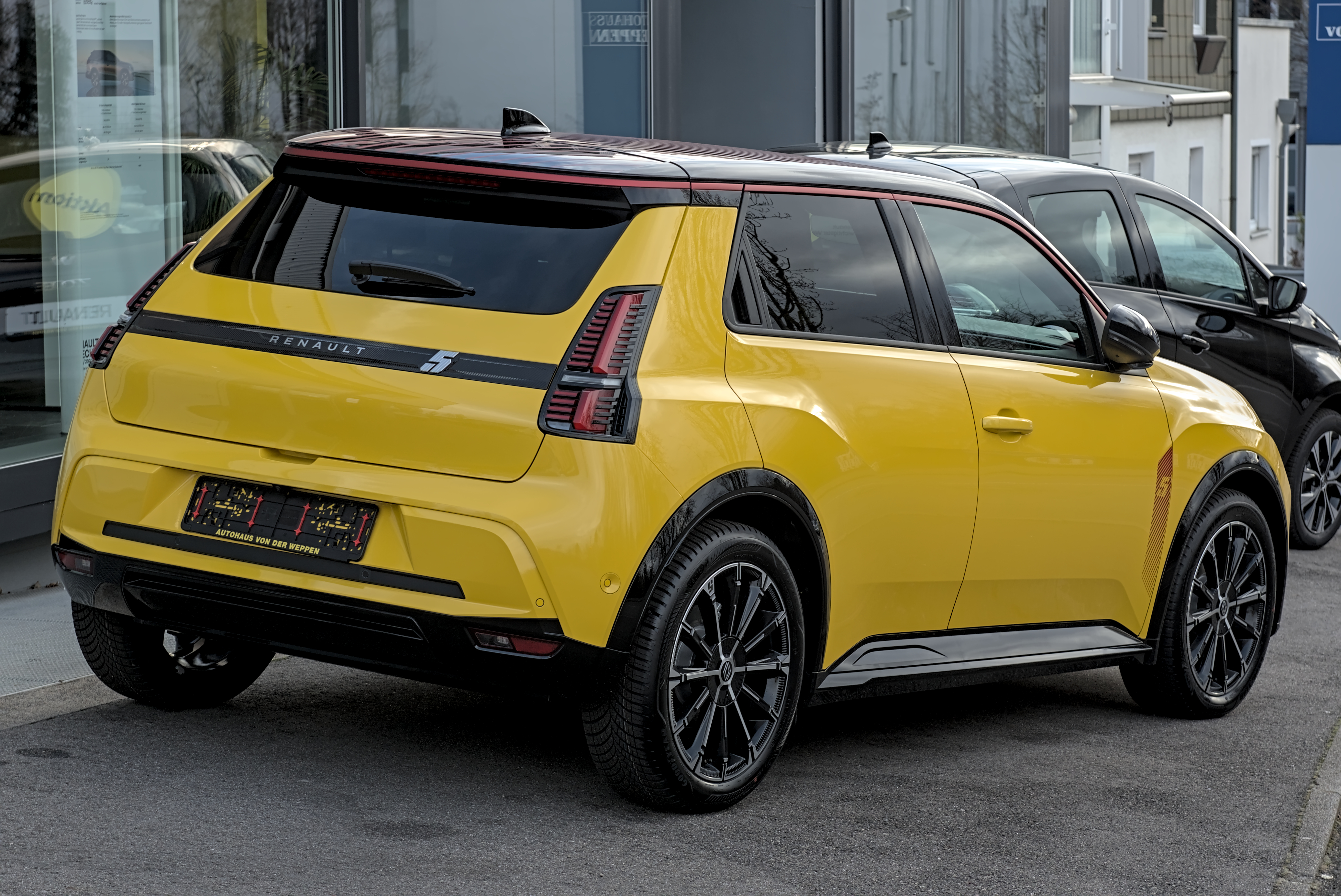
Renault 5 E-Tech Electric - tył

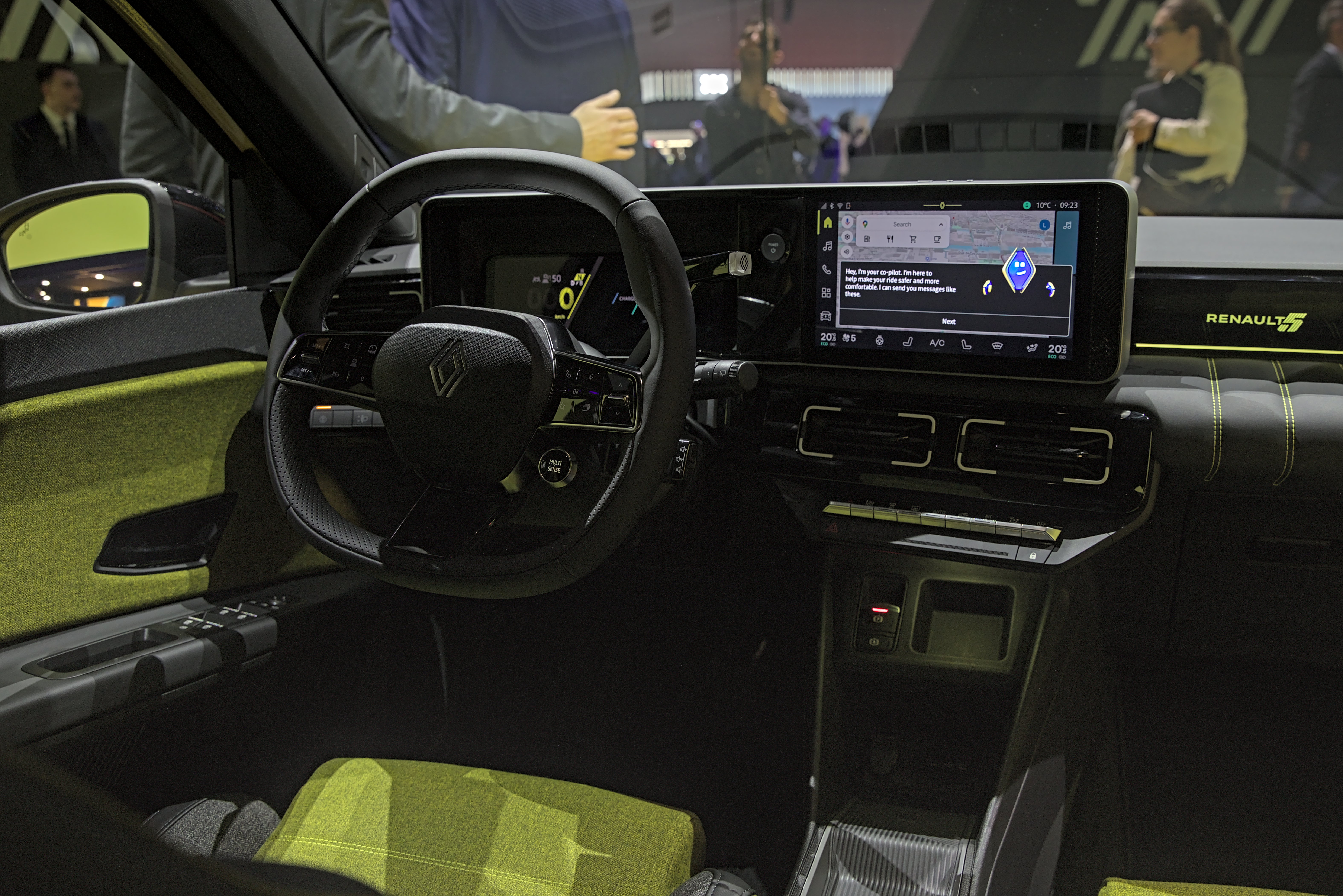
Renault 5 E-Tech Electric - wnętrze

### Rozwój
Po zawirowaniach na szczeblu kierowniczym w Renault Group na przełomie drugiej i trzeciej dekady XXI wieku, duże zmiany przyniosło stanięcie na czele koncernu byłego prezesa SEATa w lipcu 2020 roku. Luca de Meo przygotował obszerny plan modernizacji "Renaultution" oparty na rozbudowie oferty francuskiej firmy, z większym udziałem samochodów elektrycznych. Punktem zwrotnym było napotkanie przez nowego prezesa w siedzibie firmy makiety pomarańczowego samochodu o roboczej nazwie Renault Echo w pierwszym miesiącu urzędowania. 
Prototyp miejskiego samochodu elektrycznego w stylu retro nawiązującego wyglądem do ikonicznego Renault 5 powstał jako eksperyment jednego z projektantów, którego poprzednie kierownictwo firmy odrzuciło i co odwrócił Luca de Meo. Ten zdecydował się skierować projekt do fazy rozwojowej, demonstrując plany poszerzenia przyszłej gamy seryjnych produktów o retro-hatchbacka w styczniu 2021, kiedy to przedststawiono prototyp Renault 5 EV Concept. Prace nad produkcyjnym samochodem trwały łącznie niespełna 4 lata, wkraczając w zaawansowany etap w lipcu 2023, kiedy to sfotografowano pierwsze zamaskowane, przedprodukcyjne egzemplarze podczas testów drogowych.

### Premiera
Światowa premiera produkcyjnego modelu pod nazwą Renault 5 E-Tech Electric miała miejsce pod koniec lutego 2024, odbywając się podczas międzynarodowych targów motoryzacyjnych Geneva Motor Show w Szwajcarii. Seryjny projekt, który koordynował nowy szef zespołu projektowego firmy Giles Vidal, w obszernym zakresie odtworzył cechy projektu "Echo" sprzed 2020 roku, a także prototypu z 2021 roku, odwzorowując nie tylko bryłę nadwozia, ale i detale i akcenty stylistyczne. W rezultacie, współczesne Renault 5 wiernie upodobniono do klasycznego modelu z drugiej połowy XX wieku, zyskując charakterystyczne kanciaste wysoko osadzone reflektory, ściętą pod kątem tylną część nadwozia i wąskie, podłużne lampy tylne. Nadwozie zyskało wyraźnie zarysowane nadkola, opcjonalne dwubarwne kontrastowe malowanie nadwozia z czarnym dachem i schowaną tylną klamkę w słupku C. Na masce umieszczono z kolei w górnym prawym rogu nietypowy wyświetlacz w kształcie trapezu, który wskazuje stan naładowania akumulatora.
Kabina pasażerska została utrzymana w aranżacji ubogacającej wystrój o akcenty w kolorze nadwozia na fotelach, boczkach drzwi czy desce rozdzielczej. Przed kierowcą znalazł się ekran cyfrowych wskaźników o przekątnej 10 cali z opcją personalizacji motywów graficznych, z kolei w przeciwieństwie do innych nowych modeli Renault centralny dotykowy ekran systemu multimedialnego otrzymał poziomą, a nie pionową orientację. Z przekątną 10 cali znalazł się on w sąsiedztwie zegarów, znajdując się na szczycie deski rozdzielczej.

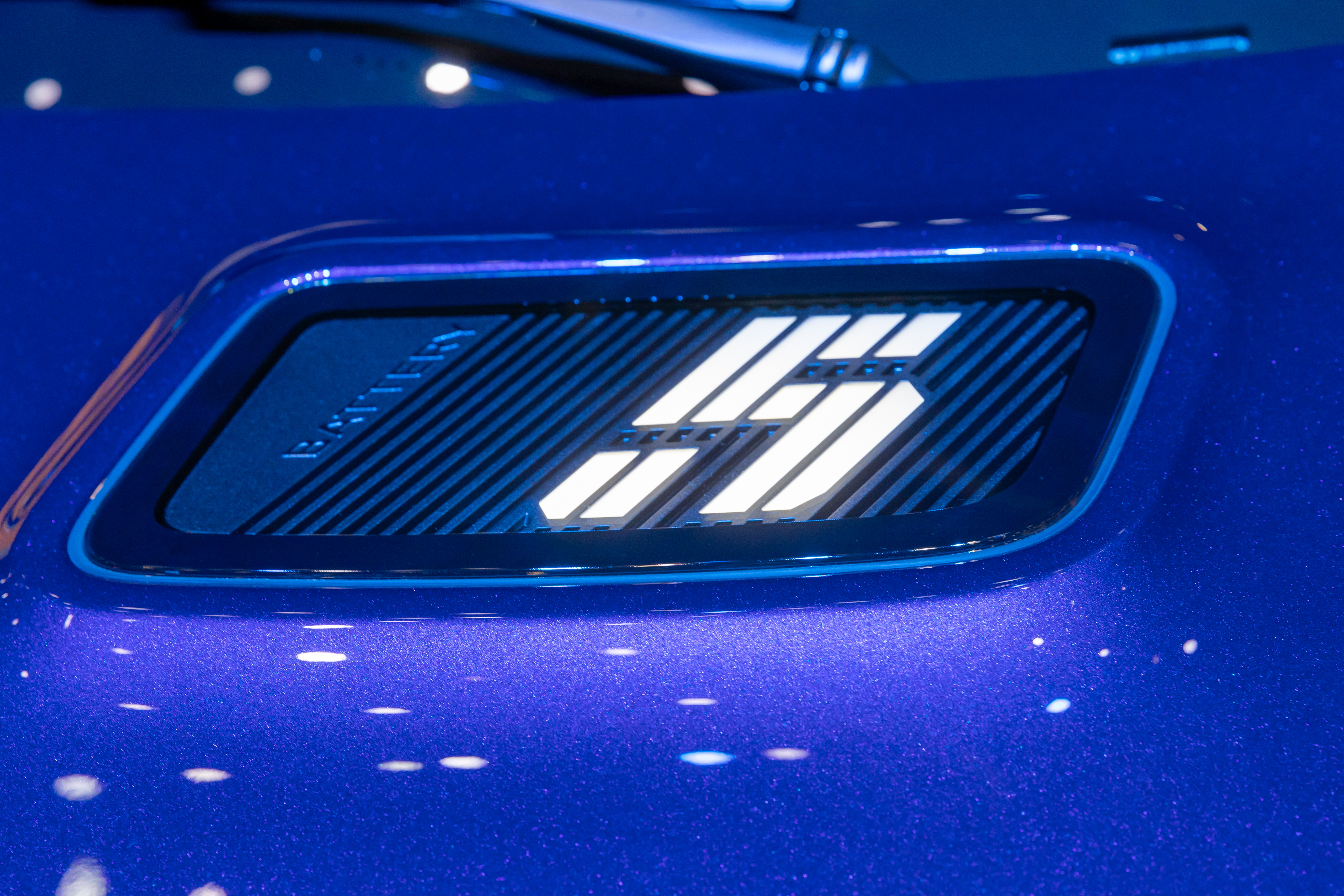
Wskaźnik naładowania baterii

### Sprzedaż
Renault 5 E-Tech Electric powstało z myślą o europejskim rynku, otwierając listę zainteresowanych zakupem tuż po marcowej premierze i znajdując 50 tysięcy chętnych w mniej niż tydzień. Do produkcji miejskiego samochodu elektrycznego wyłoniono zakłady Renault ElectriCity we francuskim Douai, z początkiem sprzedaży we wrześniu 2024 roku i dostawami pierwszych egzemplarzy do nabywców na początku 2025 roku.

### Dane techniczne
W przeciwieństwie do protoplasty z XX wieku, Renault 5 E-Tech Electric z 2024 roku zostało opracowane wyłącznie z myślą o w pełni elektrycznym układzie napędowym. Przewidziano trzy warianty, wszystkie przenoszące moc na przednią oś: 95 KM mocy i 215 Nm maksymalnego momentu obrotowego, następnie 120 KM i 225 Nm i topowy, 150 KM i 245 Nm. Pierwsze dwie odmiany połączono z akumulatorem o pojemności 40 kWh oferując do 300 kilometrów zasięgu, z kolei topowa otrzymała większą baterię o pojemności 52 kWh, oferując maksymalnie do 400 kilometrów zasięgu na jednym ładowaniu. Ładowarka o mocy 100 kW ma pozwolić wówczas na uzupełnienie stanu akumulatora od 20% do 80% w 30 minut.